# Blepharita obscurata
Blepharita obscurata là một loài bướm đêm trong họ Noctuidae.